# Eduard Meduna
Eduard Meduna (* 11. září 1950 Praha) je český šachový velmistr.

## Kariéra
Meduna se často účastnil mistrovství Československa, později České republiky. Dvakrát zvítězil: v roce 1987 a 2001, v roce 1977 skončil druhý a v letech 1981, 1985, 1999 a 2000 třetí.
Meduna vyhrál nebo se umístil na předních místech v mnoha turnajích: 1. místo v Harrachově (1970), 1.–3. místo v Děčíně (1976), 1. místo ve Varně (1980), 1. místo v Lipsku (1981), 1. místo ve Vratislavi (1981), 1.–2. místo v Bielu (Open) (1981), 2. místo v Trnavě (1982), 2.–3. místo ve Starém Smokovci (1982), 1. místo na šachovém festivalu v Bad Wörishofenu (1987), 1. místo v Debrecíně (1987), 1. místo v Praze (1988), 1. místo ve Schwäbisch Gmündu, 2.–4. místo v Lázních Bohdaneč (1994), 2. místo v Děčíně (1995), 1.–2. místo v Děčíně (1996), 1.–2. místo v Praze (2002), 1.–4. místo na T-Systems Open v Praze (2005), 1.–2. místo na Visus Open v Praze (2005) a 1.–2. místo na Abner Open v Praze (2007). V roce 2013 vyhrál Budvar Cup.
Reprezentoval i na šachových olympiádách, roce 1992 reprezentoval Československo, v roce 1994 Česko. Třikrát hrál na mistrovství Evropy družstev (1997, 1989 a 2001).
Meduna získal v roce 1978 titul mezinárodního mistra FIDE a v roce 1987 titul velmistra. Jeho Elo rating je 2295 (k červenci 2025); nejvyššího Elo ratingu 2515 dosáhl v lednu 1987.

## Šachové kluby
Meduna hrál v české extralize v letech 1993–1995 za TJ Dopravní podniky Tarok Praha, v sezoně 1995/96 za ŠK Mladí Praha, v letech 1996–2000 a 2001–2006 za ŠK Sokol Vyšehrad, v sezóně 2000/01 za ŠK Hagemann Opava, v letech 2006 až 2009 za ŠK Mahrla Praha, s nímž se stal v roce 2009 mistrem, a od roku 2012 hraje za tým Výstaviště Lysá nad Labem, s nímž se stal v roce 2019 mistrem ČR družstev. V sezóně 1989/90 působil na první šachovnici SV Fortuna Regensburg v nejvyšší německé soutěži, Německé šachové lize. V sezóně 1994/95 hrál za SV Tübingen 1870 a působil také v druhém týmu německého klubu SG Porz. Ve slovenské extralize hrál v sezoně 1992/93 za mistrovský ELAI Bratislava, v sezoně 1994/95 za ŠK Slovan Bratislava, s nímž se v roce 1994 zúčastnil Evropského klubového poháru, a v letech 2002–2004 za ŠK HOFFER Komárno, s nímž se v roce 2003 stal mistrem Slovenska.